# 해면치레상과
해면치레상과(Dromioidea)는 십각목 범배아목에 속하는 게 상과의 하나이다. 주로 마다가스카르에서 발견된다. 발견된 화석 중에서 가장 빠른 종은 팔레오세 덴마크절까지 거슬러 올라간다.

## 분류
- 해면치레과 (Dromiidae)
- Dynomenidae
- Etyiidae